# Andrei Olegowitsch Swoboda
Andrei Olegowitsch Swoboda (russisch Андрей Олегович Свобода; * 16. April 1991 in Murmansk) ist ein russischer Crosslauf-Sommerbiathlet.
Andrei Swoboda bestritt seine ersten bedeutenden internationalen Rennen bei den Juniorenwettbewerben der Sommerbiathlon-Europameisterschaften 2011 in Martell, wo er in Sprint und Verfolgung jeweils Sechster wurde und mit der russischen Mixed-Staffel den Titel gewann. Es dauerte zwei Jahre, bis Swoboda in Haanja erneut bei den Europameisterschaften zum Einsatz kam, nun bei den Männern. Im Sprint erreichte er den 21., im Verfolgungsrennen den 22. Platz.